# Sopot Open 1999
Il Sopot Open 1999 è stato un torneo femminile di tennis giocato sulla terra rossa. È stata la 2ª edizione del torneo, che fa parte della categoria Tier III nell'ambito del WTA Tour 1999. Si è giocato a Sopot in Polonia, dal 12 al 18 luglio 1999.

## Campioni

### Singolare
Conchita Martínez ha battuto in finale  Karina Habšudová con il punteggio di 6–1, 6–1

### Doppio
Laura Montalvo /  Paola Suárez hanno battuto in finale  Gala León García /   María Antonia Sánchez Lorenzo con il punteggio di 6–4, 6–3